# Elitloppet 2012
Elitloppet 2012 var den 61:a upplagan av Elitloppet, som gick av stapeln söndagen den 27 maj 2012 på Solvalla i Stockholm. Finalen vanns av den svenskfödda och svenskägda hästen Commander Crowe, körd av Christophe Martens och tränad av Fabrice Souloy i Frankrike. Detta var Souloys andra seger i Elitloppet i karriären, då han tidigare vunnit 2008 års upplaga med Exploit Caf.

## Upplägg och genomförande
Elitloppet är ett inbjudningslopp och varje år bjuds 16 hästar som utmärkt sig in till Elitloppet. Hästarna lottas in i två kvalheat, och de fyra bästa i varje försök går vidare till finalen som sker 2–3 timmar senare samma dag. Desto bättre placering i kvalheatet, desto tidigare får hästens tränare välja startspår inför finalen. Samtliga tre lopp travas sedan 1965 över sprinterdistansen 1 609 meter (engelska milen) med autostart (bilstart). Förstapris i finalen är  3 miljoner kronor, och 250 000 kronor i respektive kvalheat.

## Kvalheat 1
| P | S | Häst           | Kusk               | Tränare           | Land      | Odds  | Tid     |
| - | - | -------------- | ------------------ | ----------------- | --------- | ----- | ------- |
| 1 | 8 | Yarrah Boko    | Ulf Ohlsson        | Trond Anderssen   | Norge     | 21,00 | 1.09,7  |
| 2 | 7 | Brioni         | Joakim Lövgren     | Joakim Lövgren    | Tyskland  | 9,30  | 1.09,9  |
| 3 | 5 | Sebastian K.   | Lutfi Kolgjini     | Lutfi Kolgjini    | Sverige   | 7,60  | 1.10,0  |
| 4 | 6 | Rapide Lebel   | Éric Raffin        | Sebastien Guarato | Frankrike | 2,30  | 1.10,0g |
| 0 | 2 | Oracle         | Erik Adielsson     | Stefan Melander   | Sverige   | 32,90 | 1.10,2  |
| 0 | 1 | Windsong Geant | Rick Zeron         | Robert Coole      | USA       | 8,70  | 1.10,3  |
| 0 | 4 | Sanity         | Johnny Takter      | Malin Löfgren     | Sverige   | 3,70  | 1.10,4  |
| d | 3 | Caballion      | Fredrik B. Larsson | Henrik Larsson    | Sverige   | 8,10  | distag  |

## Kvalheat 2
| P | S | Häst              | Kusk               | Tränare           | Land      | Odds  | Tid     |
| - | - | ----------------- | ------------------ | ----------------- | --------- | ----- | ------- |
| 1 | 1 | Commander Crowe   | Christophe Martens | Fabrice Souloy    | Sverige   | 2,68  | 1.09,5  |
| 2 | 7 | Arch Madness      | Brian Sears        | Trond Smedshammer | USA       | 3,40  | 1.09,5  |
| 3 | 4 | Oyonnax           | Kenneth Nielsen    | Vincent Brazon    | Frankrike | 15,40 | 1.09,6  |
| 4 | 3 | Classic Grand Cru | Björn Goop         | Steen Juul        | Danmark   | 20,70 | 1.09,6  |
| 0 | 2 | Orecchietti       | Örjan Kihlström    | Stefan Hultman    | Sverige   | 6,50  | 1.09,6  |
| 0 | 8 | Dileva Käll       | Peter G. Norman    | Glen Norman       | Sverige   | 31,10 | 1.09,9  |
| 0 | 5 | Beanie M.M.       | Johnny Takter      | Morten Waage      | Sverige   | 13,00 | 1.11,0g |
| d | 6 | Iceland           | Stefan Melander    | Stefan Melander   | Sverige   | 4,60  | 8ag     |

## Finalheat
| P | S | Häst              | Kusk               | Tränare           | Land      | Odds  | Tid    |
| - | - | ----------------- | ------------------ | ----------------- | --------- | ----- | ------ |
| 1 | 3 | Commander Crowe   | Christophe Martens | Fabrice Souloy    | Sverige   | 3,01  | 1.10,4 |
| 2 | 4 | Arch Madness      | Brian Sears        | Trond Smedshammer | USA       | 6,50  | 1.10,5 |
| 3 | 8 | Classic Grand Cru | Björn Goop         | Steen Juul        | Danmark   | 35,50 | 1.10,6 |
| 4 | 2 | Yarrah Boko       | Ulf Ohlsson        | Trond Anderssen   | Norge     | 5,90  | 1.10,6 |
| 5 | 7 | Rapide Lebel      | Éric Raffin        | Sebastien Guarato | Frankrike | 4,10  | 1.10,7 |
| 0 | 6 | Sebastian K.      | Lutfi Kolgjini     | Lutfi Kolgjini    | Sverige   | 14,60 | 1.10,7 |
| 0 | 1 | Brioni            | Joakim Lövgren     | Joakim Lövgren    | Tyskland  | 5,90  | 1.11,0 |
| 0 | 5 | Oyonnax           | Kenneth Nielsen    | Vincent Brazon    | Frankrike | 10,80 | 1.11,0 |